# Herm (kanalö)

Herms flagga

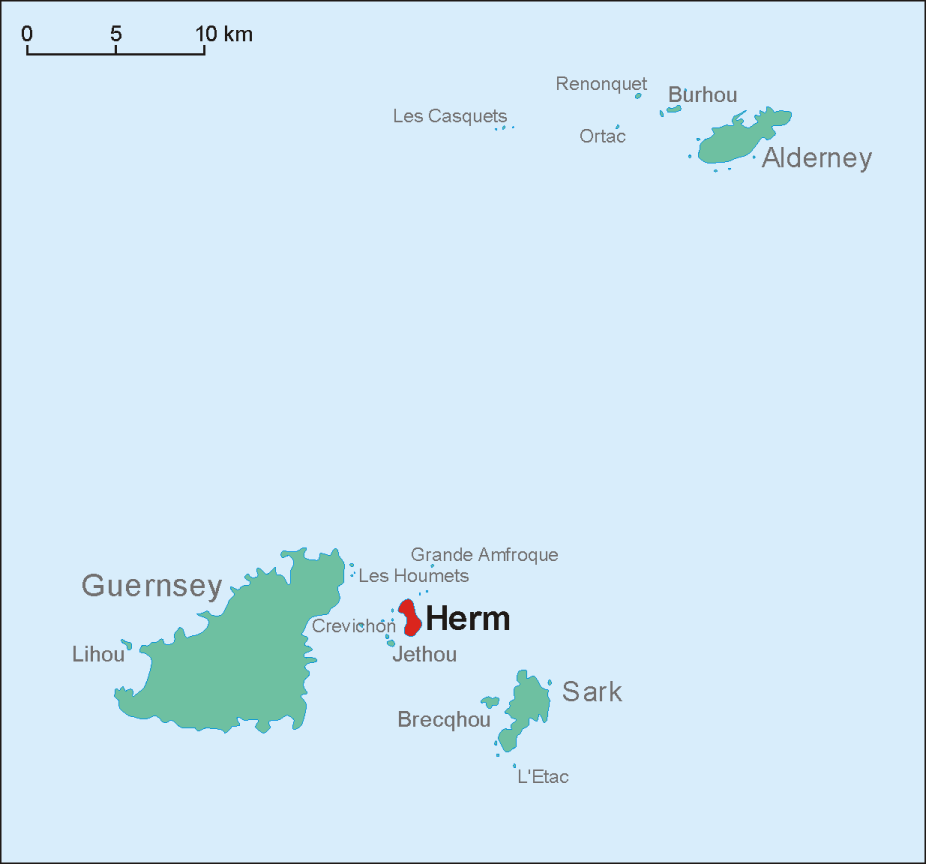
Herms belägenhet bland Kanalöarna

Herm är en av de mindre Kanalöarna (2 km² stor). Ön har färjeförbindelse med Guernsey. På Herm finns ingen biltrafik. Klimatet på ön är tempererat; här växer palmer och subtropiska växter.

## Herms historia
De första människorna kom till Herm under den mesolitiska perioden mellan 10 000 och 8 000 f.Kr. Bosättningar kom till under den neolitiska perioden och bronsåldern. Spår av gravar från denna tid finns ännu på ön. Under medeltiden levde munkar på Herm. Öns kapell, som ännu används, byggdes på 1000-talet. Från mitten av 900-talet fram till 1560 var ön under normandiskt styre. 1570 ersattes munkarna av guvernörer från Guernsey, som reste till Herm för att jaga och fiska. 
1810 började Herm hyras ut som jordbruksmark, och ett värdshus byggdes på ön. Man började bryta hård hermgranit på ön, vilken bland annat användes till byggandet av London Bridge. Under denna tid flyttade cirka 400 stenarbetare till ön med sina familjer. Snart växte ett samhälle upp på Herm, med bland annat smedja, bageri och fängelse. I slutet av 1800-talet var öns industriella period över.
Mellan 1889 och 1917 tillhörde Herm först Prins Blücher von Wahlstatt, senare prinsens son, hertig Lothair. Han och hustrun tvingades lämna ön då första världskriget bröt ut.
Kanalöarna ockuperades av tyska styrkor under andra världskriget. I dag lyder ön, som de övriga, direkt under den engelska kronan.
Herm hyrs av familjen Heyworth sedan 1949. Hyreskontraktet för 40 år såldes av familjen 2008 till von Essen hotell.